# Bucy-lès-Pierrepont
Bucy-les-Pierrepont ist eine französische Gemeinde mit 406 Einwohnern (Stand: 1. Januar 2022) im Département Aisne in der Region Hauts-de-France. Sie gehört zum Arrondissement Laon und zum Kanton Villeneuve-sur-Aisne.

## Lage
Die Gemeinde Bucy-lès-Pierrepont liegt am Nordwestrand der Trockenen Champagne, 24 Kilometer nordöstlich von Laon. Wegen den kalkhaltigen Böden gibt es in der Gemeinde keine oberirdischen Fließgewässer. Im Westen der Gemeinde stehen zehn Windkraftanlagen als Teil eines interkommunalen Windparks. Nachbargemeinden sind Ébouleau im Norden, Clermont-les-Fermes im Osten, Boncourt im Südosten, Sainte-Preuve im Süden, Chivres-en-Laonnois im Südwesten und Mâchecourt im Westen.

## Bevölkerungsentwicklung

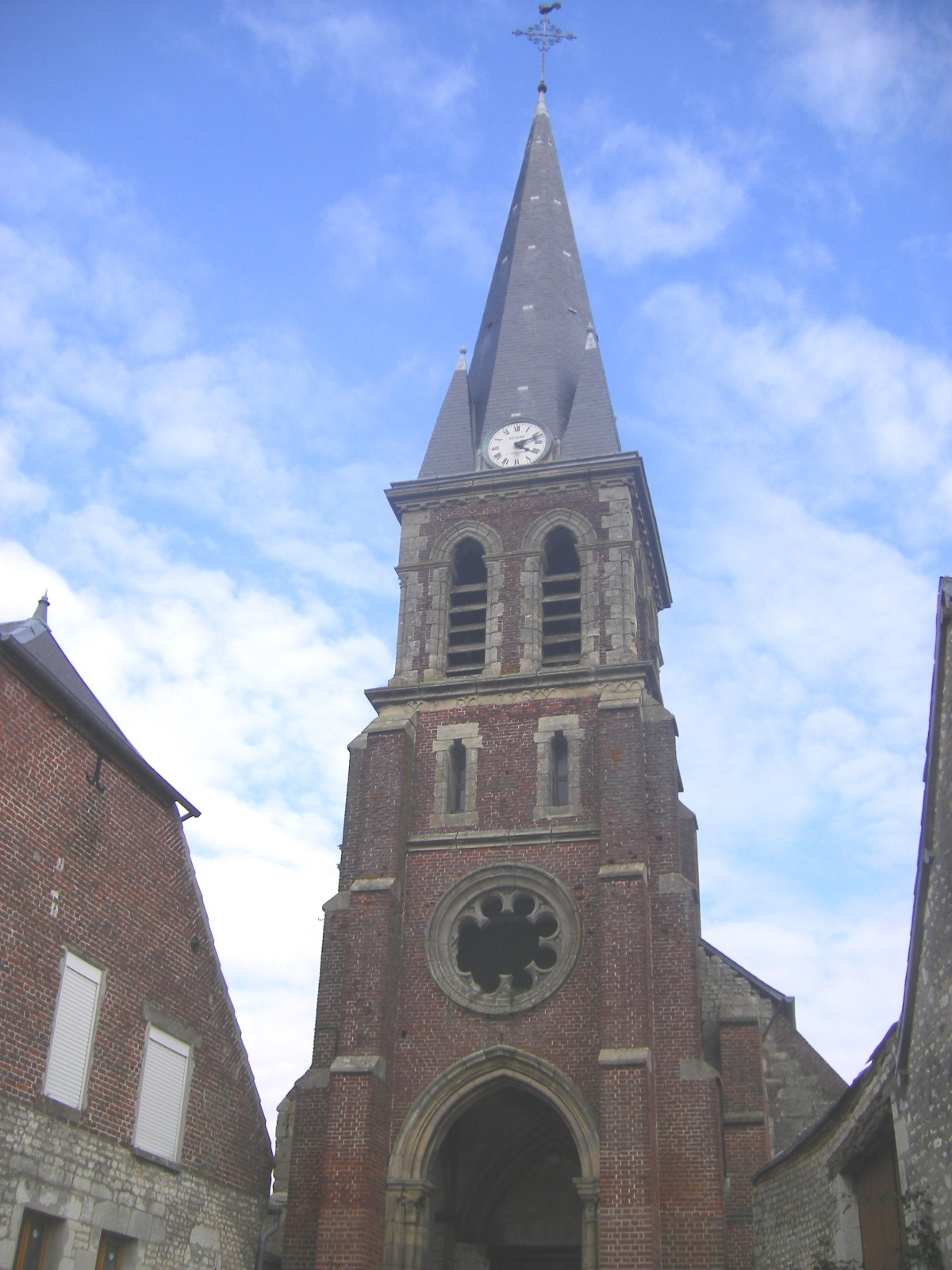
Kirche Saint-Pierre

| Jahr                       | 1962 | 1968 | 1975 | 1982 | 1990 | 1999 | 2006 | 2013 | 2021 |
| -------------------------- | ---- | ---- | ---- | ---- | ---- | ---- | ---- | ---- | ---- |
| Einwohner                  | 629  | 607  | 521  | 457  | 432  | 418  | 420  | 424  | 401  |
| Quellen: Cassini und INSEE |      |      |      |      |      |      |      |      |      |